# Trinity (série télévisée, 2009)
Cet article concerne la série télévisée britannique. Pour la série américaine, voir Trinity (série télévisée, 1998).
Pour les articles homonymes, voir Trinity.
Trinity est une série télévisée britannique en huit épisodes de cinquante minutes, créée par Robin French et Kieron Quirke, diffusée entre le 20 septembre et le 8 novembre 2009 sur ITV2.
En France, la série a été diffusée à partir du 12 décembre 2009 sur June, puis rediffusée sur NRJ 12 en avril 2010.

## Synopsis
« Depuis 900 ans, Trinity est l’université la plus réputée d’Angleterre… Depuis 900 ans, elle forme la jeunesse dorée, les descendants des familles influentes et prestigieuses du pays… Depuis 900 ans, elle a su garder de terribles secrets entre ses murs… Jusqu’à maintenant. »
Une autre année débute à Trinity. Pourtant, cette rentrée est loin d’être comme les autres : pour la première fois, elle ouvre ses portes aux moins fortunés et l’élite va devoir côtoyer des étudiants modestes. Une décision qui déplaît fortement à certains. Charlotte Arc est l’une des nouvelles élèves ; radieuse, intelligente et généreuse, elle cache pourtant un traumatisme tout récent : son père, ancien professeur de l'université, est mort quelques mois plus tôt dans d’étranges circonstances, et elle y voit l’occasion d’élucider ce mystère.
À peine passe-t-elle les portes de l’établissement qu’elle se trouve confrontée à la Société des Dandelion, un club qui réunit les étudiants les plus fortunés : indépendance, hédonisme et dandysme sont leurs maîtres-mots. Son président, Dorian Gaudain, est un jeune homme charismatique et libertin. Très vite, une relation complexe se noue entre Dorian et Charlotte, dont les idées sont radicalement opposées. Mais Trinity cache de plus grands secrets : outre la Société des Dandelion qui est au cœur de l’université, les fêtes déjantées, les cadavres à disséquer et les professeurs aux troubles ambitions sont monnaie courante entre ses murs… Entre jeux pervers, sociétés secrètes et raison du plus fort, Charlotte n’a aucune idée de ce qu’elle va devoir affronter.

## Personnages majeurs

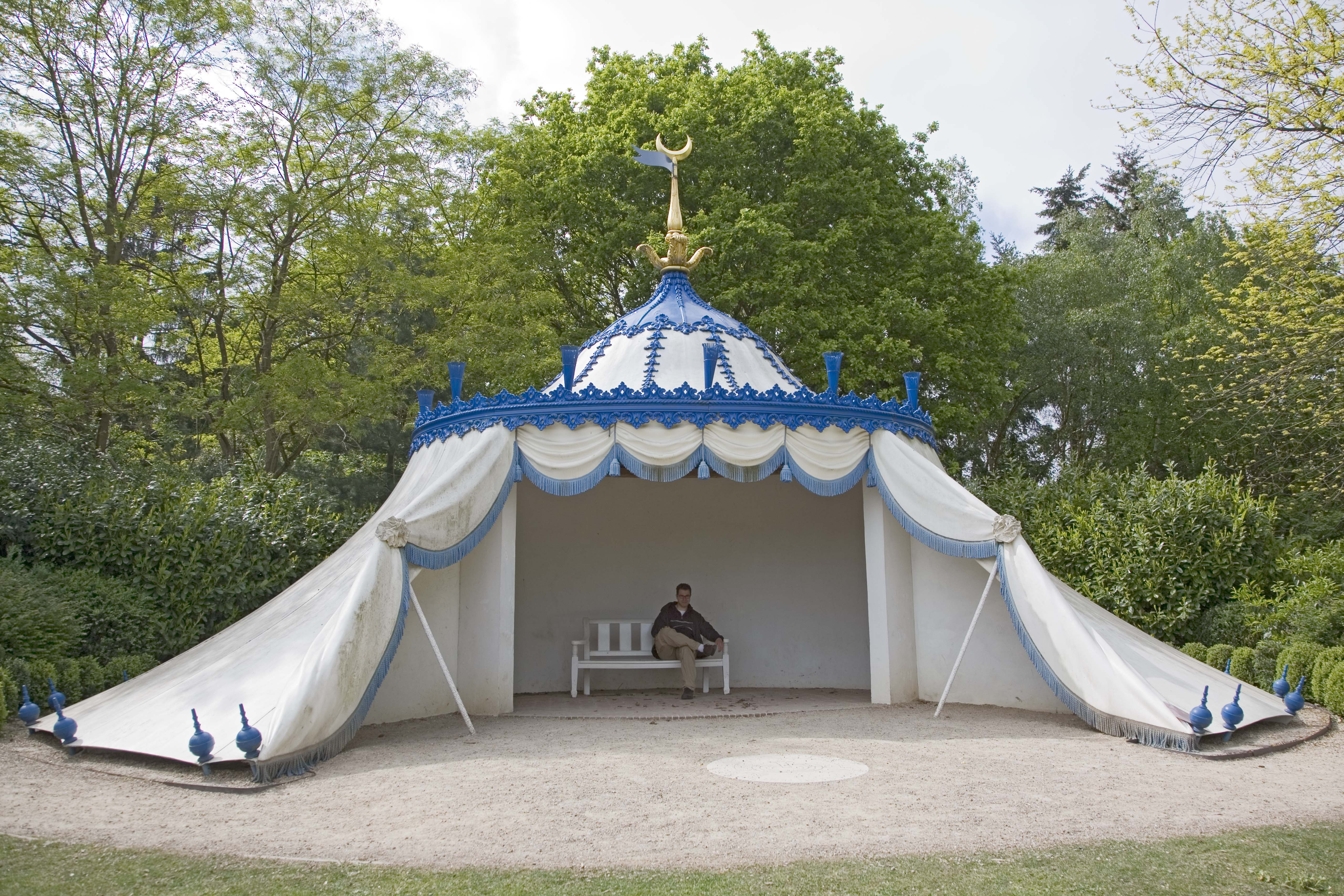
La Tente Turque, au Painshill Park, a servi de décor pour une scène importante de l'épisode 6 : Dorian invite Charlotte à déjeuner dans cet endroit, qu'il a pour l'occasion aménager en véritable salon.

- Charlotte Arc (Antonia Bernath) : jeune étudiante prometteuse, elle est la fille de Richard Arc, un ancien professeur de Trinity. Très vite, son séjour à Trinity va se muer en enquête, au cours de laquelle elle va tenter d’élucider les mystères de l’école. Elle est d’une grande intelligence, avec un talent particulier pour les sciences ; Ce talent semble héréditaire : son père, en plus d’être pasteur, était un grand chercheur. C’est l’une des élèves les plus brillantes de Trinity – le seul en mesure de lui faire concurrence est Theo. La Société des Dandelion lui inspire une haine quasi immédiate, et ce malgré les sentiments tumultueux qui la lient à Dorian. Ce dernier représente, à bien des égards, ce qu’elle déteste et ce contre quoi elle lutte. En effet, dès le premier épisode, juste après avoir fait succomber à ses charmes, Charlotte définira Dorian en ces termes : « Tu représentes tout ce que je déteste : tu es un ramassis de préjugés, de classe et un incurable salaud ! ». Elle est pieuse, parfois crédule mais d’un naturel sincère et généreux, elle se montre d’une grande persévérance lorsque ses convictions sont en jeu. Toutefois, l’univers décadent de Trinity aura de lourdes répercussions sur son caractère et sa vision des choses.

- Dorian Gaudain (Christian Cooke) : charismatique, manipulateur, parfois cruel et dur, il est le président de la Société des Dandelion, à laquelle il est entièrement dévoué. Dorian est l’image même du dandy moderne : style raffiné, épicurien, avec des qualités d’orateur certaines et provocateur à l’extrême. Oisif, il travaille très peu par lui-même – la débauche, dans un premier temps, est sa seule ligne de conduite. Durant toute la série et ce malgré ses apparences légères, Dorian (tout comme sa cousine Rosalind) démontre un caractère froid et distant, il prend toujours soin de masquer ses sentiments. Il semble lier des relations complexes avec chaque personne de son entourage :
  - Rosalind, sa cousine, avec qui il est tour à tour protecteur et cruel, voir incestueux.
  - Charlotte, qu’il manipule à sa guise en profitant de sa naïveté, ce qui ne l’empêche pas d’exprimer des sentiments beaucoup plus forts à son égard. Elle est la seule personne à qui il semble réellement s’attacher, progressivement.
  - Le doyen Edmund Maltravers avec qui il a de loin sa relation la plus alambiquée : un mélange de défiance, provocation et respect les lient. Maltravers demande souvent des « services » à Dorian, qu’il récompense en le laissant agir à sa guise et mener la Société des Dandelion comme il l’entend.

- Theo Mackenzie (Reggie Yates (en)) : tout comme Charlotte, c’est un étudiant modeste qui entame sa première année à Trinity. Theo possède un fort caractère et est l’un des élèves les plus brillants de l’université (durant les tests d’admission, il réussit même l’exploit d’être meilleur que Charlotte, leur différence de notes s’étant jouée à une question[1]). Il devient rapidement un ami proche de Charlotte et Maddy : le trio partage les mêmes convictions et la même conception de la justice. Il méprise les Dandelion et s’oppose à eux régulièrement. Ses sentiments envers Rosalind Gaudain lui ajoutent un cas de conscience supplémentaire et l’opposent parfois à ses amies.

- Rosalind Gaudain (Isabella Calthorpe (en)) : d’une grande beauté, Rosalind est la cousine de Dorian. Intelligente, égocentrique et manipulatrice, elle est l’équivalent féminin de Dorian. Elle est d’ailleurs tout aussi habile que lui lorsqu’il s’agit de dissimuler ses sentiments – une particularité que semble partager tous les Gaudain. Femme fatale assumée, c’est une grande séductrice, débauchée et mutine dans l’âme (la raison de cette attitude sera expliquée plus tard). Pourtant, sa rencontre avec Theo change la donne et elle se trouve prise à son propre piège…

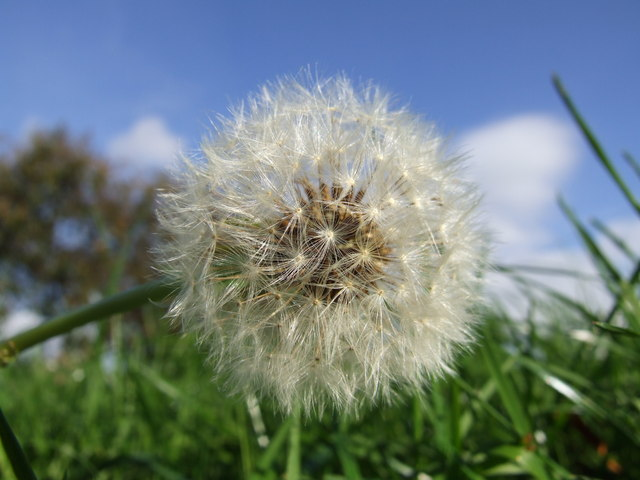
Le pissenlit est le symbole emblématique de la série : il donne son nom à la Société des Dandelion et est omniprésent dans le générique, où l'on voit ses akènes à aigrettes s'envoler avant de prendre feu.

- Jonty Millingden (Tom Hughes) : il est le vice-président des Dandelion. Jonty apparaît comme un jeune homme froid, provocateur et détestable. Très sûr de lui, il est issu d’une riche famille. La seule personne à qui il semble montrer de l’affection est Ross Bonham, qu’il protège envers et contre tous. La mort tragique de Ross, qui était son ami et amant, aura de lourdes répercussions sur son existence jusqu'alors désœuvrée. Ce décès, dans des circonstances troubles, change irrémédiablement Jonty : il se renferme sur lui-même, se détache des Dandelion et se fixe pour seul objectif d’élucider la mort de Ross… Ce qui le mènera au cœur des sombres intrigues de Trinity.

- Ross Bonham (David Oakes) : membre très estimé des Dandelion, Ross Bonham est le champion de l’équipe d’aviron. Il apparaît comme étant beaucoup plus sympathique que les autres membres et ne se glorifie ni de son rang, ni de sa fortune… Ross et Charlotte Arc semblent s’apprécier et ce dès leur première rencontre, à l’église, où il la console[3]. Cependant, il devient rapidement beaucoup plus mystérieux, tient des discours incompréhensibles et semble en proie à de grands tourments. Il est alors incapable de maîtriser ses émotions : excès de violence, peur viscérale, tristesse démesurée… À plusieurs reprises, il répète qu’il est en danger. Sa mort, dans des circonstances obscures, pousse Charlotte, puis Jonty Millingden (son amant), à enquêter et découvrir les sombres projets auxquels il était lié. Après sa mort, il apparaîtra que ses parents sont décédés et qu’il méprise son frère aîné, un rapace vil et manipulateur (ce dernier se comportera d'ailleurs de façon abjecte à son enterrement).

- Maddy Talbot (Elen Rhys (en)) : nouvelle arrivée à Trinity, Maddy, Charlotte et Theo seront rapidement un trio inséparable. Maddy peut sembler puérile et peu réfléchie mais elle est d’une loyauté inébranlable envers ses amis. Elle fait montre d’un grand soutien, de patience et de générosité. Son look est assez excentrique et opposé au style des autres élèves de Trinity.

- Raj Puri (Arnab Chanda (en)) et Angus Furgus (Mark Wood) : nouveaux arrivants à Trinity – dont l’intelligence peut régulièrement être remise en question – ils forment le duo loufoque de l’école. Leur addiction à la drogue et leur obsession pour perdre leur virginité les plongent souvent dans des situations désagréables. Ils sont officiellement élus par Dorian comme ses bouffons attitrés et, par conséquent, sont contraints de satisfaire ses moindres volontés.

- Dr Edmund Maltravers (Charles Dance) : doyen de l’université, il est au cœur des intrigues de Trinity. Il semble entièrement dévoué à la Société des Dandelion et éprouver une certaine affection pour Dorian Gaudain – il est prêt à tout pour protéger la société, n’hésitant pas à enfreindre les lois. D’une grande agilité lorsqu’il s’agit de manipuler son entourage, Maltravers est un personnage craint mais respecté. Il semble aussi être un scientifique éminent – ce que le dénouement confirmera. Il apparaît comme froid et indifférent mais est d’une loyauté sans faille envers son « projet » et les Arc (il demandera à Dorian de surveiller Charlotte dès son arrivée et il s’avéra plus tard qu’il était un grand ami de Richard). Il se heurte à Angela Donne, la nouvelle directrice, qui comprend bien vite qu’un complot grandit au sein des murs de Trinity.

- Dr Angela Donne (Claire Skinner (en)) : nouvelle directrice de Trinity, c’est une femme forte et droite, bien décidée à faire évoluer les traditions misogynes et élitistes de l’université. C’est une éminente scientifique, intelligente et perspicace. Ainsi, elle soupçonne très tôt Edmund Maltravers de garder un projet secret, lié à la Société des Dandelion : dès lors, elle n’aura de cesse de dissoudre le club dans le but de percer Maltravers au grand jour. Elle apprécie beaucoup Gabriel Lloyd et semble avoir noué des relations tumultueuses avec Richard Arc : tous trois ont fait leurs études à Trinity et étaient inséparables. Jusqu’au jour où…

- Dr Linus Cooper (Paul Hunter) : ce membre du corps professoral, est un être étrange et renfermé, agité de tics, qui semble éviter au maximum le contact avec autrui, hormis celui de Maltravers. S’il est un grand médecin et scientifique de génie, étrangement, il ne s’occupe que de l’équipe d’aviron dans l’université. Ses véritables motivations seront éclaircies plus tard.

- Dr Gabriel Lloyd (Michael Higgs (en)) : professeur de Trinity, il sera un allié de poids pour Angela Donne. Il est le seul à oser s’opposer à Maltravers : bien que ce dernier l’effraie, il est cependant prêt à tout pour soutenir Angela, quitte à s’attirer les foudres du doyen… Il sera révélé qu'Angela, Gabriel et Richard Arc ont fait leurs études ensemble, à Trinity. Depuis cette époque, Gabriel est profondément amoureux d’Angela. Toutefois, ses sentiments envers Richard semblent beaucoup plus nuancés depuis…

- Lord Ravensby (Anthony Calf) : le père de Dorian et l’oncle de Rosalind. C’est un homme extrêmement influent et redouté, sa profession n’est jamais directement évoquée. Entrevu à quelques reprises dans la série, sa réputation n’est plus à faire. Il inspire une terreur viscérale à son fils et sa nièce, qu’il traite comme des pions pour servir son intérêt personnel. Vieil ami d’Edmund Maltravers, il semble que son rôle dans les affaires secrètes de Trinity soit prépondérant.

- Richard Arc (Nick Sidi) : père de Charlotte Arc, vieil ami de Gabriel Lloyd, Angela Donne et Edmund Matravers, son mystérieux décès est à l'origine de toutes les intrigues de la série. Pasteur, il semble également avoir été un élève brillant et s’avérera être un scientifique très compétent. Plus tard, il sera divulgué que Richard était le président de la Société des Dandelion, révélation qui perturbera profondément Charlotte.

- ???? (Tara Ward) : supérieure directe de Maltravers et Linus Cooper, cette femme Américaine, qui n’est qu’une voix avec laquelle les deux scientifiques communiquent, leur donne les directives à suivre. On ignore tout d'elle. Elle finit la majorité de leurs conversations par « gardez le projet, protégez la Société des Dandelion ».

## Distribution

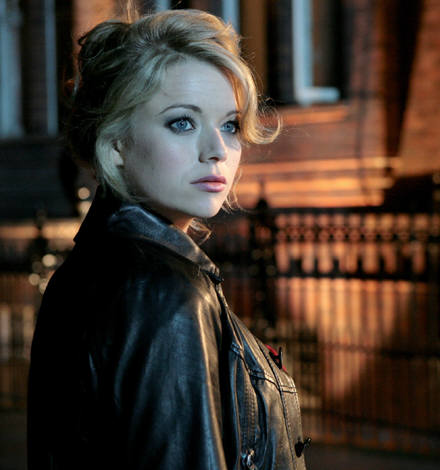
Antonia Bernath interprète le principal personnage féminin de la série : Charlotte Arc

| Étudiants - Antonia Bernath (VF : Laurence Sacquet) : Charlotte Arc - Reggie Yates (en) (VF : Adrien Antoine) : Theo Mackenzie - Christian Cooke (VF : Yann Peira) : Dorian Gaudain - Isabella Calthorpe (en) (VF : Barbara Beretta) : Rosalind Gaudain - Elen Rhys (en) (VF : Karine Foviau) : Maddy Talbot - Arnab Chanda (en) (VF : Charles Pestel) : Raj Puri - Mark Wood (VF : Christophe Lemoine) : Angus Furgus - Tom Hughes (VF : Vincent Ropion) : Jonty Millingden - David Oakes (VF : Damien Boisseau) : Ross Bonham - Liam Bergin (en) (VF : Michaël Aragones) : Rupert - Saif Alfalasi : Vigor | Corps professoral - Charles Dance (VF : Philippe Catoire) : Dr Edmund Maltravers - Claire Skinner (en) (VF : Rafaèle Moutier) : Dr Angela Donne - Paul Hunter (VF : Jean-François Vlérick) : Dr Linus Cooper - Michael Higgs (en) (VF : Patrick Borg) : Dr Gabriel Lloyd - Rod Arthur : Pete Dobkin Autres personnages - Anthony Calf : Lord Ravensby - Mark Aiken (en) (VF : Serge Biavan) : M. Pearce - Nick Sidi (en) : Richard Arc - Tara Ward : La Voix Américaine |  |

## Fiche technique
- Genre : Drame, thriller
- Format : 16:9
- Durée : 40 minutes
- Créateurs : Kieron Quirke et Robin French
- Pays d'origine :  Royaume-Uni
- Producteur : Sue Howells
- Réalisateurs : Colin Teague, Declan O'Dwyer et Stephen Woolfenden
- Éditeur : Xavier Russell
- Générique : Jump
- Costumière : Carly Griffith
- Compositeurs : Phase Music
- Chaîne de diffusion originale : ITV2

## Commentaires

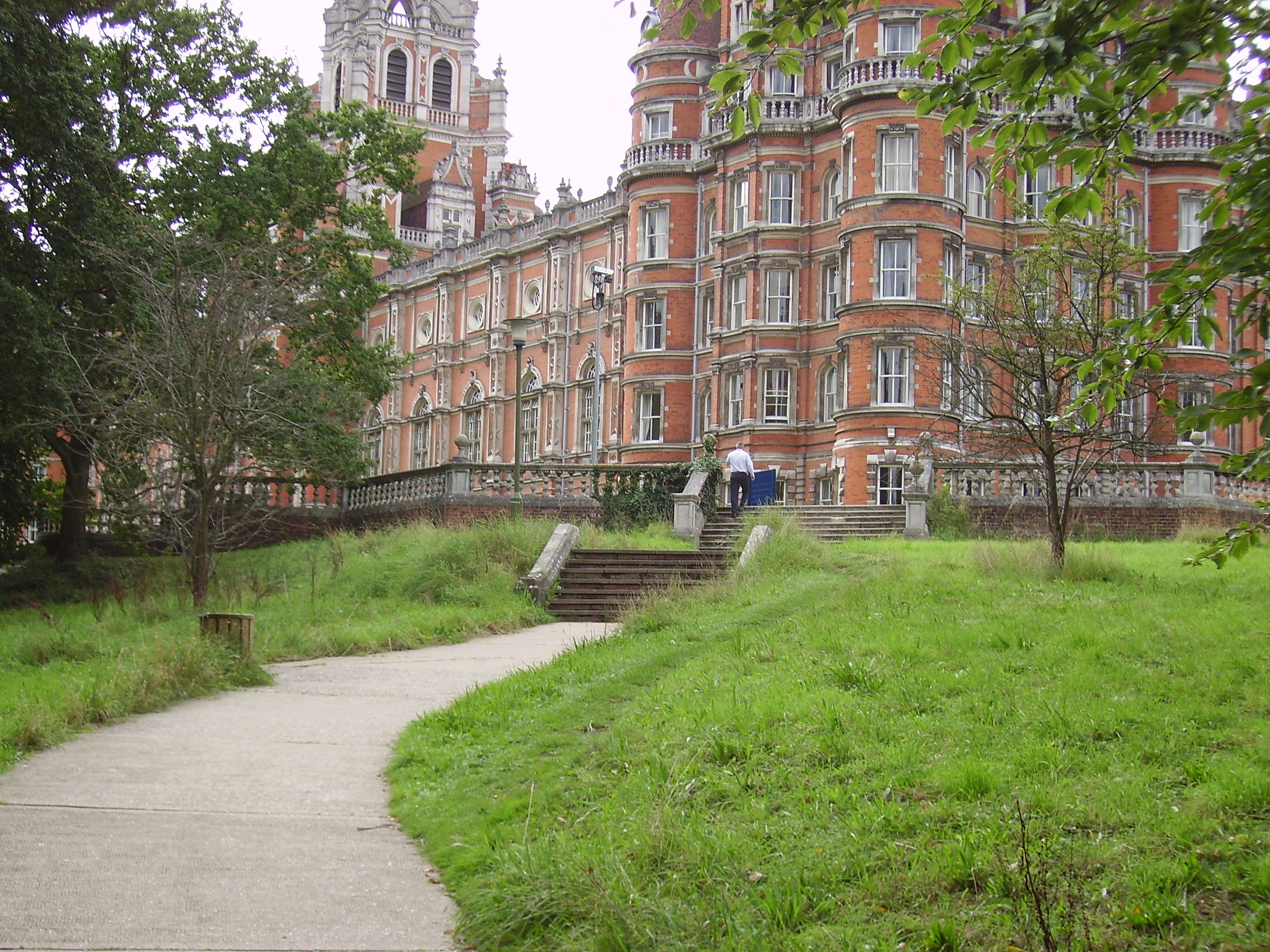
Le château Founders vu du chemin menant aux résidences : l'un des lieux de tournage, omniprésent dans la série.

### Épisodes
Les épisodes sont au nombre de huit et n'ont pas de titre.
Il a été confirmé par le directeur de la chaîne ITV2, Zai Bennett, que la série ne serait pas reconduite pour une seconde saison.

### Tournage
La série a été principalement filmée sur le campus de la Royal Holloway (université de Londres), certaines scènes ont été tournées au Château Founders, qui fut dessiné par William Henry Crossland et inspiré du château de Chambord, en France. Le château Founders apparaît dans les plans extérieurs ainsi que dans certains plans intérieurs comme étant l'université fictionnelle de Trinity. Certaines scènes d'intérieur ont également été filmées dans le Grand Hall de Dulwich College à Londres. Plusieurs des scènes extérieures ont également été tournées à Painshill Park, un célèbre jardin XVIIIe siècle à Cobham, dans le Surrey.

### Réception
- La série a reçu un accueil mitigé :
  - La série a une moyenne de 6,5/10 pour 278 notes sur IMDB et une moyenne de 3,8/5 pour 39 notes sur Allociné.
  - D'après le British Comedy Guide, Trinity est « un étrange mélange de thriller, mystère, drame et comédie, mais le résultat est un programme qui devrait maintenir son public cible intéressé. […] La comédie n'est pas l'élément principal de la série, mais il y a un certain nombre de scènes comiques - ceux-ci proviennent principalement des personnages de Angus et Raj. »[6].
  - Selon Pierre Sérisier, journaliste pour Le Monde, la série « confirme le savoir-faire des Britanniques qui peuvent encore une fois nous servir de modèles ». Toujours d'après Sérisier, Kieron Quirke et Robin French « ont effectivement repris les clichés que l'on peut facilement véhiculer quand on pense aux prestigieux et très sélectifs colleges britanniques. Mais, ils ont su y mêler un humour loufoque ainsi qu'un suspense souvent bien ménagé […]. Une fois les enjeux mis en place et les relations entre les étudiants établies, l'intrigue trouve une certaine profondeur […]. »[7].
- En Angleterre, lors de sa diffusion sur ITV2, la série a réalisé un excellent score : + 35 % d'audience en prime-time[8].

## Produits dérivés
- Un coffret de trois DVD est sorti au Royaume-Uni le 9 novembre 2009. Les bonus inclus des scènes commentées par les acteurs Reggie Yates et Christian Cooke[9].
- L'intégrale de la saison 1 de Trinity est disponible depuis le 7 avril 2010 en France et éditée par Koba Films Video[10]. Il n'y a aucun bonus et la série a été classée accord parental.